# 和字間隔
和字間隔（わじかんかく）は、日本語の文字における1文字分の幅や高さを持った空白のことであり、段落の始めや俳句・短歌などの切れに置く。縦書きの場合は漢字1文字分の高さとなり、横書き時は漢字1文字分の幅となる。1文字分の高さおよび幅のことを全角ということより、全角スペース（ぜんかくスペース）とも呼ばれる。組版においては全角アキ（ぜんかくあき）と呼ぶ。ラテン文字におけるスペースとは意味が多少異なる。
JIS X 0208における1-1、JIS X 0213における1-1-1に定義されており、ASCIIなどに存在するスペースとは異なる。UnicodeにおいてはU+3000のIDEOGRAPHIC SPACEとして中国語などにおける類型の文字と包摂されている。
JIS X 4051では、日本語1文字の間隔を和字間隔というのに対し、ラテン文字におけるスペースのことを欧文間隔としている。

## 使用例
和字間隔の使用方法例
1. タイトルは3和字間隔分あける。
2. 署名の下は1和字間隔あけ、苗字と名前の間は1和字間隔あける。
3. 段落の始めは1和字間隔あける。
4. 小見出しの前は2和字間隔あける。

上記以外にも下記のような例がある。
- 疑問符("?")や感嘆符("!")の後に和字間隔をあけることに用いる[1]。
- 短歌や俳句で句の区切りに用いる。

## その他
コンピュータプログラムのソースコードで和字間隔を入力した場合は、スペースと同一であるとは扱われない（構文解析のトークン区切りと見なさない）言語が多い一方で、トークン区切りの一種と見なしてしまう環境も存在することから、互換性があるはずのソースコードを他環境からコピー&ペーストした際、正常に動作しないことがあり、注意が必要である。このことはコンピュータで日本語など2バイト文字を入力する場合全般において言えることである。

## 符号位置
| 記号 | Unicode | JIS X 0213 | 文字参照          | 名称                       |
| ---- | ------- | ---------- | ----------------- | -------------------------- |
|      | U+3000  | 1-1-1      | &#x3000; &#12288; | 和字間隔 IDEOGRAPHIC SPACE |